# هورمون گیاهی

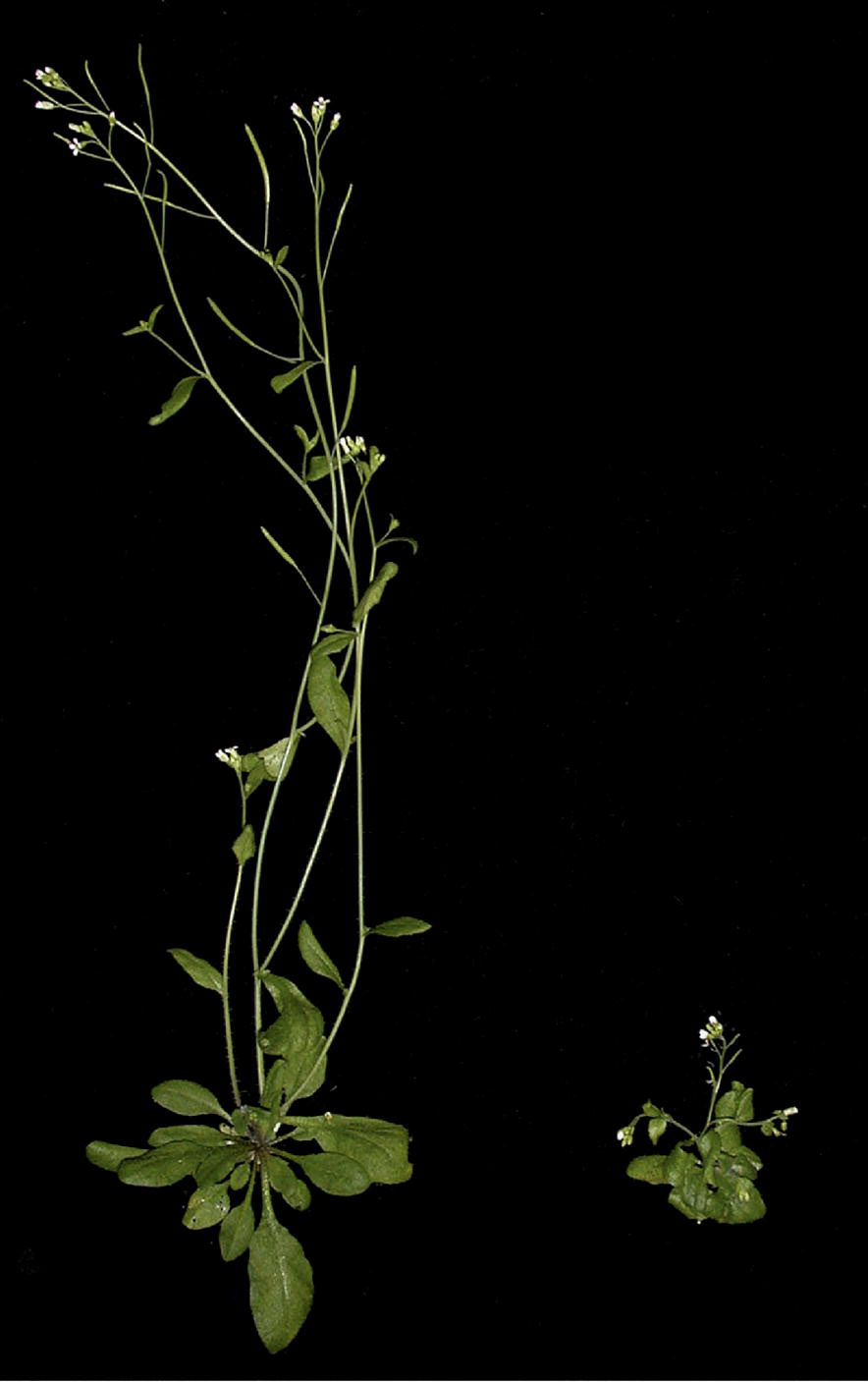
عدم رشد طبیعی گیاه سمت راست، در نبود اکسین

هورمون‌های گیاهی یا فیتوهورمون‌ها مولکول‌هایی پیام‌رسان هستند که در بخشی از گیاه ساخته شده و در غلظت‌های بسیار کم فعالند. این ترکیبات، اثرات فیزیولوژیکی محسوسی در قسمت‌های مختلف گیاه به جا می‌گذارند. هورمون‌های گیاهی دارای اثرات متعددی بر رشد، اندام‌زایی و تکوین گیاه، رویان‌زایی، مقابلهٔ گیاه با پاتوژن‌ها، پاسخ گیاه به استرس‌ها و تولیدمثل گیاه دارند.
واژهٔ هورمون در اصل در قلمرو فیزیولوژیکی جانوران به وجود آمده و این واژه از ریشه یونانی به معنی تهییج کردن گرفته شده‌است. هورمون‌های گیاهی که اغلب فیتوهورمون خوانده می‌شود در بافت‌های مریستمی یا جوان گیاه ساخته می‌شوند و غالباً اثر خود را پس از انتقال به بافت هدف می‌گذارند. بر خلاف جانوران که تولید هورمون‌ها محدود به غدد است، سلول‌های گیاهی مختلف، توانایی تولید هورمون‌های گیاهی را دارند. هورمون‌های گیاهی در گونه‌های ساده‌تر گیاهان از جمله جلبک‌ها نیز تولید می‌شوند که این ترکیبات نیز، دارای ویژگی‌های مشابه با هورمون‌های گیاهان پیشرفته‌تر مانند آوندداران هستند. برخی هورمون‌های گیاهی در میکروب‌هایی چون قارچ‌های تک‌سلولی و باکتری، ها نیز تولید می‌شود که دارای نقش هورمونی نیستند و نوعی متابولیت ثانویه به‌حساب می‌آیند.
گاهی موادی که به صورت مصنوعی تولیدشده‌اند، اثراتی مشابه یکی از هورمون‌های طبیعی گیاهی را دارند که در واقع، تنظیم‌کننده‌های رشد هستند. تنظیم‌کننده‌های رشد ترکیبات سنتزشده یا هورمون‌های گیاهی هستند که فرایندهای فیزیولوژیکی را تغییر می‌دهند. این مواد با تقلید کردن از هورمون‌ها، تأثیر روی (سنتزشدن) هورمون‌ها و از بین بردن یا انتقال یا تغییر دادن محل تأثیر هورمونی، رشد را تنظیم می‌کنند. می‌توان گفت تمام هورمون‌ها، تنظیم‌کنندهٔ رشد هستند اما تمام تنظیم‌کننده‌های رشد هورمون نیستند.

## انواع
هورمون‌های گیاهی بر اساس ویژگی‌ها و ساختار شیمیایی، به انواع مختلفی تقسیم می‌شوند. آن‌ها در ابتدا به ۵ گروه مختلف اکسینها (Auxins)، جیبرلینها (Giberellins) و سیتوکینینها، اسید آبسیزیک (ABA یا Abscisic acid) و اتیلن (Ethylene) تقسیم‌بندی می‌شدند اما در مطالعات بعدی، براسینو استروئیدها (Brassinosteroids) جاسمونیت‌ها (Jasmonates)، استریگولاکتون‌ها (Strigolactone) و سالیسیلیک اسید (salicylic acid) نیز به انواع هورمون‌های اصلی گیاهی، افزوده شدند.

### اکسین‌ها
اولین گروه هورمون گیاهی هستند که کشف شدند و مورد استفاده قرار گرفته. ماهیت هورمونی آن‌ها به‌طور روشن در آزمایشی که برای اولین بار توسط وانت در سال ۱۹۲۸ انجام گرفت در کولئوپتیل یولاف از گیاهان تیره غلات نشان داده شده و در غلظت کمتر از ۱۰*۱مولار می‌توان به کار برد طبیعی‌ترین ترکیبی که در گیاهان شناخته شده‌است اسید ایندول -۳- استیک (IAA) می‌باشد که احتمالاً در گیاهان از اسید آمینه تریپتوفان ساخته می‌شود. مراکز عمده ساخته شدن آکسین بافت‌های مریستمی انتهایی از قبیل جوانه‌های در حال بازشدن، برگ‌های جوان، نوک ریشه، گل‌ها یا گل آذین روی ساقه گلدار می‌باشد و نحوه انتقال آکسین در اندام‌های جوان از بالا به پایین و در اندام‌های پارانشیمی در داخل آوندهای آبکشی انجام می‌گیرد و در ریشه هم از نوک ریشه به سمت بالای ریشه صورت می‌گیرد.
از اکسین‌های مصنوعی می‌توان به اسید -نفتالین- استیک، اسید ایندول -۳- بوتیریک، اسید ۲–۴-در کلرو فنواکسی استیک، اسید نفتاکسی استیک و اسید تریو یدوبنزوئیک اشاره نمود. اسید ایندول استیک به عنوان هورمون طبیعی در اثر آنزیم‌هایی ازقبیل اکسیدازها و فنولازها تجزیه می‌شود. قابل ذکر است بکار بردن غلظت‌های نسبتاً زیاد آکسین‌ها همچنین منجر به نقایصی در گیاهان از قبیل تغییر شکل برگ، ساقه و ریشه، رنگ پریدگی برگهاٍ جلوگیری از طویل شدن ریشه‌ها یا باز شدن گل‌ها و ایجاد ورم و آماس می‌شود.
عملکردها
1. طویل شدن سلول‌ها و اندامها: اولین اثر آکسین‌ها می‌باشد که افزایش غلظت آکسین شدت طویل شدن سلول‌ها را به همراه دارد. اما اثر بازدارندگی نیز دارد یعنی آکسین با همان غلظتی که سبب تشدید طویل شدن اندام‌ها هوایی را دارد طویل شدن ریشه را کند می‌سازد.
2. نور گرایی (فتوتروپیسم): این اثر که بیشتر به صورت خمیدگی در گیاه می‌باشد بعلت توزیع نامتقارن اکسین در اندام مربوط قابل ملاحظه می‌باشد خمیدگی مزبور ناشی از این است رشد در سمت نزدیک به نور تا حدودی کند و رشد سمتی که به دور از آن است شدید تر است.
3. زمین گرایی:در ریشه نظیر ساقه که رشد افقی دارد تجمع زیادتر اکسین در نیمه زیرین رشد ریشه را کند کرده و سبب خمیدگی می‌شود.
4. فعال ساختن لایه زاینده: فعالیت لایه زاینده به وسیلهٔ آکسین‌ها که در درون ساقه از بالا به پایین و از جوانه‌های در حال رشد حرکت می‌کند تجدید می‌شود.
5. ایجاد گل: آکسین گل دادن بعضی از گیاهان روز بلند به شرط آنکه دوره فتوپریود به اندازه کافی برای گلدهی گیاهان طولانی باشد تسریع می‌نماید. مانند سیلن و بذرالبنج. از طرفی گلدهی در برخی گیاهان روز کوتاه در صورت استعمال آکسین در دوره تاریکی متوقف می‌شود.

### جیبرلین‌ها
جیبرلین‌ها، به میزان زیادی در دانه‌های در حال جوانه‌زنی تولید می‌شوند. نقش آن‌ها در گیاهان بالغ، طویل‌سازی و تنظیم رشد سلول‌های گیاهی در مراحل مختلف چرخه زیست گیاهان است. این هورمون در تنظیم مراحل زایشی و رویشی گیاه و گرده‌افشانی نیز نقش مهمی دارد. جیبرلین، نخستین بار در قارچی به نام جیبرلا فوجیکوروی شناسایی شد.

#### کاربردها در باغبانی
۱- مهم‌ترین کاربرد این هورمون در بالابردن میزان محصول انگور است که این عمل بسته به زمان کاربرد هورمون به دو صورت انجام می‌گیرد.
الف- هورمون پاشی پیش از عمل باروری یعنی حدود ۱۰ روز قبل از ریزش گلبرگ‌ها یا کلاهک گل‌ها صورت می‌گیرد که این عمل باعث از بین بردن مادگی و تولید حبه‌های بدون دانه ناشی از بکرزایی می‌شود ضمناً این عمل با ریزش تعدادی از حبه‌ها همراه است و در انگورهای دارای تراکم زیاد است مانند یاقوتی باعث باز شدن خوشه و بالا رفتن کیفیت محصول می‌گردد.
ب- محلول پاشی پس از انجام عمل باروری و تشکیل حبه‌ها یعنی از زمان ریزش حدود ۷۵ درصد کلاهک‌ها به بعد انجام می‌گیرد در این حالت تک حبه‌های درشت تر شده و محصول ازدیاد می‌یابد.
1. جیبرلین‌ها ایجاد میوه‌های ناشی از بکرزایی را روی گیاهان که به‌طور طبیعی توانایی این کار داشته باشند افزایش می‌دهد.
2. بزرگی درشتی میوه: برای تولید میوه‌های درشت و بهتر و برای جلوگیری از ترک ناشی از بارندگی در میوهای گیلاس استفاده از جیبرلین سه هفته قبل از برداشت مؤثر و مفیداست.

۴- کیفیت میوه: استفاده از این هورمون ۴ الی۵ هفته قبل از برداشت بر روی میوه‌های آلوده باعث بهبود کیفیت می‌شود.
1. تأخیر در رسیدن میوه‌ها: میوه‌های مانند خرمالو که اگر پیش از رسیدن چیده نشوند به سرعت نرم و فاسد می‌شوند یا میوه‌های پرتقال و لیمو زمانی روی درخت می‌رسند که عرضه است به بازار زیاد یا قیمت‌ها پایین است که غالباً ضرر اقتصادی را به همراه موارد استفاده از هورمون جیبرلین هنگامی که میوه‌ها هنوز سبز هستند یعنی حدود یکماه قبل از رسیدن مدتی نسبتاً طولانی همان‌طور سبز روی درخت باقی خواهند ماند و از طرفی استفاده از این هورمون در گیلاس حدود سه هفته قبل از برداشت و در گلابی چهار هفته قبل از برداشت در دیر برداشت کردن محصول مؤثر است.
2. جیبرلین در انگور باعث افزایش اندازه حبه می‌شود و در سیب و گلابی باعث دراز شدن اندازه میوه‌ها می‌شود.
3. افزایش گل در خیار گلخانه‌ای از هورمون جیبرلین استفاده می‌شود.
4. در افزایش جوانه زنی بذرهای سیب، گلابی، فندق، گیلاس که قبل از جوانه زنی استفاده می‌شود.
5. برای اصلاح شکل و اندازه میوه سیب در زمان اولین ریزش گلها

۱۰- برای کاهش اثر ویروس زرد در میوه‌ها مثل آلبالو که ۱۵الی ۱۵ روز پس از ریزش گلبرگ‌ها استفاده می‌شود.
۱۱- برای وادار کردن گیاهان روزبلند به گلدهی در شرایط روز کوتاه و گیاهان روزکوتاه در روز بلند از این هورمون استفاده می‌شود.

### سیتوکینین‌ها
در سال ۱۹۵۵ دانشمندی به نام میلر موفق شد که از دی‌ان‌ای تجزیه‌شده اسپرم شاه‌ماهی اولین انگیزنده تقسیم یاخته‌ای را جدا کند و آن را کینین نام نهاد. بعدها معلوم شد که این ماده مصنوعی در گیاه وجود ندارد و اولین ماده طبیعی استخراج شده از گیاه که در واقع سیتوکینین طبیعی می‌باشد از بذر ذرت به‌دست آمده که آن را زآتین نامیدند. زآتین یکی از فعال‌ترین سیتوکینین‌های شناخته شده‌است که دارای اثرات مختلفی است که مهم‌ترین آن‌ها تحریک تقسیم سلولی است. سیتوکینین‌ها به‌طور عمده در مریستم‌های انتهایی ریشه، گل‌آذین‌ها و میوه‌های در حال رشد ساخته می‌شود. سیتوکینین ساخته شده در نوک ریشه به وسیلهٔ شیره خام آوندهای چوبی و در بخش‌های بالایی گیاه توسط آوندهای آبکشی به سمت پایین انتقال می‌یابد.

#### عملکردها
1. بزرگ شدن و طویل شده سلول‌ها: سیتوکینین‌ها در مرحله طویل شدن سلول یا بزرگ شده آن رشد تأثیر می‌گذارد ولی اینکه اثر رونق بخشی یا باز دارنده است بستگی به اندام مربوط نوع به‌خصوص سیتوکینین و غلطت آن دارد.
2. ایجاد جوانه گل و نمو آن: در برخی از گیاهان افزایش نسبت سیتوکینین به اکسین سبب پیدایش جوانه‌ها و در نتیجه شاخه‌های برگدار می‌شود.
3. تشکیل ریشه: سیتوکینین با غلظت خیلی کم به تشکیل ریشه کمک کرده ولیکن در غلظت زیاد از تشکیل آن جلوگیری می‌کند.
4. پیری دیر رس: این هورمون پیری را در برگ‌ها با غلظت نسبتاً کم به تأخیر می‌اندازد و از ریزش گل‌ها و برگ و میوها جلوگیری می‌کند.
5. پارتنوکارپی:سیتوکینین همانند هورمون‌های گروه اکسین و ژیبرلین باعث پارتنوکارپی می‌شوند.
6. تأثیر روی گل دادن: سیتوکینین باعث تولید گل در گیاهان روز بلند شرایط روز کوتاه و برعکس می‌شود.
7. شکستن دوره خواب بذر: سیتوکینین‌ها در غلظت مناسب با ژیبرلین‌ها و نور قرمز خاصیت شکستن دوره خواب بذر حساس به نور را دارد.

#### کاربردها در باغبانی
1. کاربرد سیتوکینین در کشت بافت جهت تولید گیاهانی مانند داودی، میخک که هم‌اکنون به‌طور تجاری در سطح بزرک انجام می‌گیرد.
2. به‌کارگیری جهت بی‌اثر کردن چیرگی اتنهایی در گلکاری مانند حسن یوسف، فلفل زینتی، و تولید بوته‌های منشعب و متراکم و بازار پسند.
3. طولانی کردن عمر گل‌های بریدنی و سبزی‌ها برگی در مراحل بعد از برداشت.
4. استفاده از این هورمون در اوایل تابستان می‌تواند باعث شاخه زایی می‌شود.

۵- به‌کارگیری این هورمون در سیب ۱۰ روز بعد از اینکه باز شدند باعث تولید میوهایی درازتر خواهد شد.
1. خیساندن بذر در محل سیتوکینین یک روز قبل باعث افزایش جوانه زنی می‌شود.
2. محلول پاشی با سیتوکینین روی برگ‌ها نسبت رشد ریشه به شاخه را کاهش می‌دهد در حالی که کاربرد آن روی ریشه این نسبت را افزایش می‌دهد.
3. جایگزین سرمای مورد نیاز درختانی باشد ریشه‌هایشان در معرض سرما قرار نگرفته‌اند.
4. رشد اولیه تخمدان در میوه‌ها را باعث می‌شود.
5. ریزش میوه در نهال‌های جابجا شده می‌تواند به علت کمبود سیتوکینین باشد.
6. به وجود آوردن جوانه‌های اتفاقی روی شاخه‌های درختان میوه و همچنین و تبدیل پیچک به خوشه در درخت انگور.
7. سیتوکینین دوره نونهالی را را در در ختان میوه کو تاه می‌کند.
8. هورمون سیتوکینین رقابت بین رشد مریستم انتهایی شاخه و رشد میوه را می‌شکند و باعث رشد بهتر میوه‌ها می‌شود.
9. سیتوکینین‌ها فعالیت جوانه‌های جانبی را در شاخه‌ها را افزایش داده و باعث تولید و ایجاد شاخه‌های فرعی در درختان میوه شده که این ناشی از شکستن غالبیت انتهایی و نتیجتاً کاهش رشد طولی می‌باشد.
10. هورمون سیتوکینین در حرکت بخشیدن مواد غذایی مؤثر است به‌طوری‌که این ماده به عضوهایی میوه‌ها و برگ‌ها و غده‌های جوان که خود تولیدکننده هورمون هستند انتقال می‌یابد.

### اتیلن
اتیلن، هورمون پیری نام گرفته‌است. معلوم شده‌است که به صورت گاز اتیلن در بافت‌های گیاهی ساخته شده و مانع از رشد ریشه و ساقه گردیده و پیری و ریزش برگ‌ها را تسریع می‌کند و از طرفی نمو جوانه‌های جانبی را به تأخیر می‌اندازد. اتیلن در شرایط عادی یعنی درجه حرارت‌های معمول به صورت گاز است. اتیلن همچنین ممکن است از گیاه خارج شود و رشد و فعل انفعال‌های فیزیولوژیکی گیاهان را مجاور را تحت تأثیر قرار دهد و برخلاف سایر هورمون‌های گیاهی که در نقاط خاصی تولید می‌شود این هورمون به صورت موضعی در هر نقطه‌ای از گیاه ممکن است تولید شود و حرکت آن در داخل بافت‌ها به صورت انتشار گاز می‌باشد و تحت تنش‌های فیزیکی در قسمت‌های زیادی از گیاه ساخته می‌شود.

#### عملکردها
برگ بسیاری از گونه‌ها در معرض غلظت‌های بسیار کم اتیلن اپینایتی (گرایش به پایین) از خود نشان می‌دهد. اصولاً غلظت لازم برای ایجاد اپیناستی خیلی کمتر از غلظتی است که برای ریزش برگ می‌شود.
۲- زمین گرایی افقی: استفاده از اتیلن در برخی گیاهان که شاخه‌های آن‌ها معمولاً عمودی رشد می‌کند و زمین گرایی منفی دارد در جهت افقی رشد می‌کند.

#### کاربردها در باغبانی
1. رسیدن کامل و توسعه رنگ میوه روی درخت و داخل انبار.
2. در غلظت بالا باعث تحریک و ریزش برگ و میوه می‌شود.
3. آغاز تشکیل جوانه گل را تحریک می‌نماید.
4. باعث تولید صمغ در بعضی از گونه‌ها و هم آهنگ با آکسین از نمو جوانه جانبی جلوگیری می‌نماید.
5. به‌کاربردن اتیلن در روی میوه‌هایی که هنوز به حد کامل نرسیده‌اند مانند خرمالو، موز و طالبی باعث تسریع در رسیده می‌شود و از طرفی باعث ترکیدن پوست میوه‌ها می‌شود و مصرف آن باعث رنگ‌پذیری بهتر در گوجه فرنگی، مرکبات، هلو، انگور، گیلاس، آلوو آلبالو می‌شود.

۶- استفاده از اتیلن حدود ۱۰ روز قبل از برداشت در غلظت بالا باعث تحریک ریزش میوه می‌شود مانند میوه‌های سیب، گلابیٍ، گیلاس، آلو و هلو.
1. اتیلن در آناناس باعث تولید گلدهی و بروز جنسیت در خیار به صورت عکس هورمون جیبرلین باعث افزایش تولید گل ماده نسبت به گل نر می‌شود.
2. اتیلن در غلظت‌های کم باعث تحریک جوانه زنی و در غلظت‌های زیاد باعث جلوگیری از جوانه زنی می‌شود.
3. اتیلن بازار پسندی محصولات مختلف را افزایش داده و در گوجه فرنگی از مرحله گرده افشانی تا زمانی‌که سبز و بالغ می‌شود باعث افزایش محصول می‌شود.
4. نظر به اینکه صرفه جویی در نیروی کار لازم دربرداشت مکانیزه و رسیدن هم‌زمان محصول یک امر مهم و مؤثر می‌باشد استفاده از این هورمون مفید و حائز اهمیت می‌باشد مانند گردو، آلبالو، گیلاس و هلو…
5. مصرف این هورمون در اوایل پائیز در میوه‌هایی هسته دار مانند هلو، گیلاس، شکفتن جوانه‌های را به تعویق انداخته و از سرمای بهاره محفوظ می‌دارد.
6. این هورمون می‌تواند جایگزین در طول روز باشد به‌طور مثال درپیاز خوراکی که جهت تولید پیاز نیاز به روز بلند دارد با مصرف این هورمون می‌توان آن را در شرایط روز کوتاه وادار به گلدهی کرد.
7. با توجه به اینکه در صورت کمپوت‌سازی باید میوه‌های بدون دم باشند لذا استفاده از این هورمون در میوه‌هایی مانند گیلاس و آلبالو حائز اهمیت است.

- سایر موارد:
- اتیلن باعث افزایش میزان شیرآبه در ختان کائوچو که در صنایع لاستیک‌سازی اهمیت دارد.
- باعث کوتاهی دوره نونهالی در درختان میوه می‌شود.
- باعث افزایش مقاومت محصولات انباری می‌شود.
- باعث افزایش تعداد شاخه‌های گل دهنده در گل داودی می‌شود.

### اسید آبسیزیک
در حدود دهه ۱۹۶۰ دو ماده به‌طور هم‌زمان به‌نام‌های دورمین و آبسایزین از بافت‌های مختلف گیاهی استخراج گشت. بررسی‌ها نشان داد که اولاً هر دو آن‌ها در حقیقت یکی هستند که اسید آبسیزیک نامیده شد ثانیاً مهم‌ترین قسمت بازدارنده‌های بتا را تشکیل می‌دهند. اسید آبسیزیک از سایر بازدارنده‌های طبیعی گیاهان حدود یکصد مرتبه قویتر است و فرایندهایی مانند رکود بذرها، جوانه‌ها و نیز ریزش اندام‌ها را کنترل می‌کند. این اعمال مشخصاً با همراهی سایر هورمون‌ها انجام می‌پذیرد. بدین معنا که عوامل محیطی مانند کمبود مواد معدنی، خشکی خاک، روزهای کوتاه و سردی هوا که باعث ایجاد رکود می‌شوند باعث افزایش اسید آبسیزیک و کم شدن جیبرلین‌ها نیز می‌شوند و عواملی ماند روزهای بلند و سرمای زمستانه که رکود را از بین می‌برند عکس این عمل را انجام می‌دهند.
(میزان اسید آبسیزیک در گیاه تحت تأثیر کمبود آب، اکسیژن و مواد غذایی مورد نیاز گیاه می‌باشد) تغییرات سریع غلظت از مشخصات خاص این بازدارنده است بدین معنی که وقتی گیاه تحت تأثیر کمبودهای آب، اکسیژن و مواد غذایی قرار گیرد، میزان اسید آبسایزیک به سرعت بالا می‌رود و پس از برطرف شدن تنش، طی دو روز به حالت عادی بر می‌گردد. همانند اتیلن برای ساخته شدن آبسایزیک محل خاص در درون گیاه وجود ندارد و تمام اندام‌ها می‌توانند برحسب نیاز به تولید این ماده بپردازند. نقل و انتقال نیز مانند جیبرلین و سایتو کنین در بافت‌های آوندی انجام می‌پذیرد. از این هورمون به نام هورمون تنش یاد شده‌است چرا که از آسیب خشکی جلوگیری می‌کند، بدین صورت که باعث بسته شدن روزنه‌های گیاه می‌شود و در هنگام کم‌آبی مانع از دست رفتن آب گیاه می‌شود.

#### عملکردها
1. کمک به ریزش: بررسی‌ها نشان داده‌است که هورمون‌های دیگر به‌خصوص IAA (اسید اندول استیک) و اتیلن در کنترل ریزش با ABA عکس‌العمل متقابل دارند.
2. کمک به خواب جوانه: اسید آبسیزیک عامل داخلی در ایجاد خواب جوانه‌های لااقل بعضی از گیاهان چوبی مناطق معتدل است.
3. جلوگیری از سبز شدن بذر: اسید آبسیزیک اثر هورمون‌های جیبرلین و سیتو کنین را در کمک به سبز شده بذر خنثی می‌کند.
4. کند ساختن رشد و پیری: اسید آبسیزیک رشد انواع بسیاری از بافت‌ها و اندام‌های گیاهی مانند برگها، کولئوپتیل‌ها، ساقه‌ها، محور زیرلپه‌ای و ریشه‌های را کند نموده؛ و پیری اندام‌های گیاهی را به لحاظ تسریع و تجزیه کلرفیل به تأخیر اندازد.
5. تسریع در تشکیل ریشه: اسید آبسیزیک با خنثی کردن اثر اثر جیبرلین که مانع ریشه زایی می‌شود باعث تسریع در ریشه زایی می‌شود.
6. اثر درگل دادن: این هورمون در گیاهان روز بلند باعث توقف در گلدهی شده و در گیاهان روز کوتاه و دارای اثرات متفاوت می‌باشد.

#### کاربردها در باغبانی
1. در ریزش برگ‌ها و میوه‌ها رابطه با آکسین‌ها وجود دارد.
2. خنثی کردن چیرگی انتهایی و جلوگیری از رشد جوانه‌های انتهایی در مواردی که بر اثر اسید آبسیزیک حاصل می‌گردد به دلیل اثر متقابل این ماده با آکسین می‌باشد.
3. اسید آبسیزیک در گیاهانی که در طول روز کوتاه غده‌های خود را گسترش می‌دهند اثر مفیدی در تحریک غده زایی ایفاد می‌نماید.
4. اسید آبسیزیک با سایتو کنین‌ها به دلیل اثر متقابل در یاخته‌های محافظ بسته شدن روزنه‌های را ایجاد می‌کند که هورمون تنش به هم دلیل به آن گفته می‌شود.

### براسینواستروئیدها
براسینواستروئیدها، تنها گروه هورمون‌های گیاهی استروئیدی هستند. این ترکیبات در مواردی چون طویل‌سازی و تقسیم سلولی، زمین‌گرایی، تمایز بافت‌ها به بافت چوبی و مقابله با استرس‌های زیستی، ایفای نقش می‌کنند. این مواد، نخستین بار در سال ۱۹۷۹ در گرده گیاه کلزا شناسایی شد.

### جاسمونات‌ها
جاسمونات‌ها تزکیباتی لیپیدی هستتد که نخستین بار در روغن گیاه یاس شناسایی شدند. این ترکیبات، در واکنش گیاه در برابر هجوم پاتوژن‌ها، قارچ‌ها یا گیاه‌خواران، نقش دارند.